# Кто там поёт?
«Кто там поёт?» (серб. Ко то тамо пева) — фильм режиссёра Слободана Шияна, снятый в СФРЮ в 1980 году. Обладатель нескольких международных кинонаград. В 1996 году Совет Академии киноискусства и науки Югославии (AFUN) признал ленту лучшей сербской картиной, снятой за 50 лет (в период с 1947 по 1995 годы).

## Сюжет
Сюжет фильма основан на реальной истории.
5 апреля 1941 года — день перед вторжением в Югославию Германии и их союзников. Небольшая деревня в 100 километрах от Белграда. На остановке несколько человек ждут автобус. Каждый из них имеет свою причину торопиться в столицу. Вскоре прибывает ржавая колымага частной транспортной компании «Крстич и сын» и отправляется в неспешный рейс. Пассажиры разных сословий и убеждений, вынужденные терпеть общество друг друга, становятся участниками сельских похорон, межевой войны с обиженным крестьянином, импровизированного обеда на привале у обочины, воинской мобилизации, ночлега у костра. Постепенно люди начинают принимать и несколько понимать друг друга. К утру 6 апреля они приезжают в Белград и гибнут в результате колоссальной бомбардировки югославской столицы.

## В ролях
- Павле Вуисич — Крстич, владелец и кондуктор автобуса;
- Александр Берчек — Мишко Крстич, его сын, водитель автобуса;
- Миливож Томич — «ветеран», участник Первой мировой войны, патриот, едет проведать недавно мобилизованного в армию сына;
- Данило Стойкович — «усатый», постоянный полемист с «ветераном», германофил;
- Славко Штимац — жених;
- Неда Арнерич — невеста, вместе с женихом едет через столицу к морю в маленькое свадебное путешествие;
- Драган Николич — исполнитель популярных песен, едет на прослушивание, открыто ухаживает за невестой;
- Ташко Начич — охотник;
- Боро Степанович — «лысый», больной туберкулёзом, едет на обследование;
- Бора Тодорович — «плакальщик на похоронах».
- Цыгане-музыканты:
  - Миодраг Костич — баянист
  - Ненад Костич — мальчик-варганист

## Художественные особенности
С самого начала фильма пассажиры автобуса с трудом мирятся с запросами жадного кондуктора, но вскоре понимают, что другой возможности добраться в столицу у них просто нет. При отсутствии альтернативы автобус превращается в нечто гораздо большее, а картина в политическую, антивоенную сатиру и социальный протест. При этом саркастические обобщения остаются на умеренном уровне и не навязываются зрителю в качестве единственно верного суждения. Не является случайным разнообразие пассажиров (ближе к финалу к ним присоединяются даже священник и военнослужащие). Это не бродячий цирк со случайными комичными персонажами, это — само общество, его «центр» с точно обозначенными стереотипами.
Исследуя достаточно тривиальную поездку, авторы создали показательный микрокосм, напряжённость замкнутого пространства разделённого общества. При обилии комических ситуаций, доходящих до абсурда, главным тоном фильма остаётся стремление вскрыть существующие подлые стороны человеческой натуры, нелепость некоторых социальных традиций и условностей. Особенно показательна в этом отношении последняя сцена: избиение голословно обвинённых в краже цыган-подростков за несколько минут до того, как сами участники расправы гибнут под нацистскими бомбами.

## Награды
- 1981 год — Международный кинофестиваль в Чикаго, номинация на премию за лучший художественный фильм;
- 1981 год — Международный кинофестиваль в Монреале, Приз экуменического жюри, специальный приз жюри Слободану Шияну;
- 1980 год — Кинофестиваль югославского кино в Пуле, лучший актёр второго плана — Александр Берчек.

## Критика
По мнению издания East European Film Bulletin, фильм своим специфическим «балканским» юмором предвосхищает, или даже открывает всё пост-югославское кино 1990-х годов. Это же издание подчёркивает сложность восприятия для иностранных критиков и зрителей бытовых комических сюжетов с национальным колоритом. Вместе с «Кто там поёт?» в качестве ещё одной подобной картины, обладающей высокими художественными достоинствами, но совершенно недоступной для анализа западной кинематографической школой, называется кинокомедия Георгия Данелии «Мимино» (СССР). По отзывам хорватского еженедельного журнала «Nacional»
„Кто там поёт?“ — мудрый, многослойный, стилистически совершенный весёлый шедевр!
По замыслу автора сценария Душана Ковачевича фильм должна была венчать сцена, где в результате бомбардировки из белградского зоопарка убегают животные и мечутся среди дымящихся городских руин. Однако 4 мая 1980 года умер президент Югославии Броз Тито. Все границы были перекрыты и охранялись в повышенном режиме. Из-за этого в страну не смог попасть итальянский зоопарк, животные которого должны были стать участниками финала картины. Позже идея подобной сцены была использована в проекте Эмира Кустурицы «Андеграунд».